# Godié (langue)
Cet article concerne la langue godié. Pour le peuple godié, voir Godiés.
Godié  est une langue parlé par le peuple Godié, un sous-groupe ethnique du peuple Krou, établis au sud-ouest de la Côte d’Ivoire dans les villes de Sassandra, Fresco et Gueyo.

## Écriture
L’orthographe godié est basée sur les règles de l’Orthographe pratique des langues ivoiriennes développée par l’Institut de linguistique appliqué. Celui-ci a connu plusieurs révisions.
| a | ä | b  | c  | d | e | ë | f | g | gh | gw | i | ï | ɩ | j | k | kw | l |
| m | n | ny | nw | ŋ | o | ö | ɔ | p | s  | t  | u | ü | ʋ | w | y | z  |   |

Les tons sont indiqués à l’aide de l’apostrophe pour le ton haut et du signe moins pour le ton bas avant la syllabe.